# Réseau social distribué
Ne doit pas être confondu avec Réseau social fédéré.
Un réseau social distribué est un type de réseautage social ayant une architecture complètement décentralisée. Un réseau social distribué ne repose sur aucun serveur, et les informations sont propagées sans intermédiaire d'utilisateur en utilisateur.

## Fonctionnement
Chaque utilisateur exécute un logiciel appelé nœud, qui se charge de permettre l'accès aux informations sur le réseau. Le nœud de chaque utilisateur se connecte aux nœuds d'autres utilisateurs. Cela forme ainsi un réseau de nœuds tous reliés les uns aux autres (indirectement ou avec des intermédiaires).
Chaque nœud ne stocke qu'une petite partie de tout le réseau social (ce qui le concerne), mais ensemble, tous les nœuds stockent l'intégralité des informations. Quand un nœud a besoin de télécharger des données qu'il ne possède pas encore, il va les demander aux nœuds qui possèdent déjà l'information. Ce mécanisme repose sur une table de hachage distribuée.

## Avantages
- Résistance à la censure
- Protection optimale de la vie privée et partielle contre la surveillance
- Sécurité des échanges grâce à la cryptographie
- Aucun coût de serveur central
- Aucune publicité
- Outil puissant pour la liberté d'expression
- Indépendance vis-à-vis d'entreprises privées
- Possibilité d'anonymat
- Capable de supporter facilement un nombre d'utilisateurs illimité[4]

## Obstacles

### Modération
La censure étant impossible sur les réseaux en pair-à-pair, il n'est pas possible de rendre complètement inaccessible les contenus illégaux. Tout comme sur le web, le seul moyen de durablement supprimer un contenu est par une intervention physique.
Toutefois, il reste possible de garder les utilisateurs lambdas à l'écart du contenu indésirable, que l'on peut comparer au deep web : gigantesque mais évitable pour ceux qui le souhaitent.

### Accessibilité à Internet
De nombreux fournisseurs d'accès à Internet fournissent un service défaillant en matière de connexions entrantes et ne se préoccupent pas des applications distribuées. Un réseau social distribué ne fonctionnera pas chez leurs utilisateurs.

### Fonctionnalités
Il n'existe en 2022 aucune technologie qui permette de réaliser un moteur de recherche sans index centralisé ou fédéré. Par extension, un réseau social distribué ne peut pas offrir de fonctionnalité exhaustive de recherche, de hashtag et de détection de tendances. Ces fonctionnalités ne peuvent être implémentées qu'à petite échelle, c'est-à-dire parmi la faible proportion du réseau qui est connue par le nœud de l'utilisateur.

## Exemples
Il existe très peu de réseaux sociaux distribués, en raison des obstacles à surmonter.
- Aether (réseau social)
- RetroShare

Les réseaux sociaux fédérés, dont fait partie Mastodon, sont bien plus développés et courants en 2022.